# Liebe auf krummen Beinen
Liebe auf krummen Beinen ist eine deutsche Liebeskomödie auf dem Jahre 1959 mit einem herzigen Vierbeiner im Zentrum des Geschehens. Unter der Regie von Thomas Engel spielen Walter Giller und Sonja Ziemann die (menschlichen) Hauptrollen. Die Geschichte liegt einem Hunde-Roman von Hans Gruhl zugrunde.

## Handlung
Der junge Daniel Mogge ist ein dilettierender Autor, keine seiner zahlreichen Romane, die er bereits verfasst hat, fanden einen Verlag, geschweige denn eine interessierte Leserschaft. Auch seine Leidenschaft für das Klavierspiel und die Komposition hat ihn bislang beruflich nicht weitergebracht. Um wenigstens ein kleines Einkommen zu erwirtschaften, geht Daniel von Haustür zu Haustür und versucht, Lexika zu verkaufen. Seine Freundin Rita van Eck, die gern heiraten möchte, ist die Tochter eines Musikverlegers, der argwöhnt, dass der erfolglose Hungerkünstler ein talentfreier Mitgiftjäger sein könnte. Um wenigstens einen wirklich treuen Freund zu haben, schafft sich Daniel einen krummbeinigen Dackel mit dem pompösen Namen Blasius von Rohmarken an, und da er dafür eigentlich überhaupt kein Geld besitzt, geschieht dies auch noch auf Ratenzahlung. Endlich hat Daniel jemanden an seiner Seite, der mit Stolz zu ihm aufschaut.
Daniels Elend scheint dem Ende entgegenzugehen, als ein neuer Nachbar, Herr Grusius, Mogges Klavierspiel hört und sogleich glaubt, ein wahres Musiktalent entdeckt zu haben. Rasch schreibt er die gehörten Noten nieder, denn daraus, so Grusius, müsse sich doch ein veritabler Schlager machen lassen. Damit geht er zu seinem Chef, der niemand anderes ist als ausgerechnet der Musikverleger van Eck. Der Verleger glaubt, dass Arrangeur Grusius selbst hinten den Ergüssen steckt, und der kauzige Angestellte lässt ihn in seinem Glauben.
Eines Tages lernt Mogge dank des eigenwilligen Charmes des krummbeinigen Titelhelden die hübsche Modefotografin Eva Gengenbach kennen. Blasius erweist sich als wahrer Postillon d‘amour und Partnervermittler, denn die beiden jungen Leute verlieben sich ineinander. Daniel ist so sehr verliebt in die attraktive junge Frau, sodass er Eva seine von Grusius „gestohlene“ Komposition, von der er überhaupt nicht weiß, dass sie längst in Umlauf ist, widmet. Dieses Lied entwickelt sich ohne Daniels Wissen allmählich zu einem Hit. Als Eva „ihre“ Melodie erstmals im Rundfunk hört, reagiert sie empört, denn sie glaubt, dass Daniel nichts anderes als ein Aufschneider, Schwindler und Notendieb sei. Sie trennt sich von Daniel, doch bald klärt sich alles auf, und man versöhnt sich wieder. Auch beruflich geht‘s von nun an bergauf. Komponist Mogge und Arrangeur Grusius werden fortan zusammenarbeiten und als Hit-Garanten dem Musikverleger van Eck ordentlich Geld in die Kassen spülen.

## Produktionsnotizen
Die Dreharbeiten zu Liebe auf krummen Beinen begannen am 9. Februar 1959 und endeten im darauf folgenden Monat. Die Uraufführung fand am 12. Mai 1959 im Münchner Gloria-Palast statt. Fernsehpremiere war am 6. Juli 1963 im ZDF.
Claus Hardt hatte die Herstellungsleitung, Werner Fischer die Produktionsleitung. Herbert Junghanns war Aufnahmeleiter. Die Filmbauten schufen Hans Berthel und Robert Stratil. Margot Schönberger entwarf die Kostüme. Martin Müller war Cheftontechniker. Filmeditor Walter Boos diente Thomas Engel überdies als Regieassistent.

## Kritik
Im Filmdienst heißt es: „Teils aus der Sicht des Hundes, teils aus der Sicht des Mannes erzählte Geschichte, die anspruchslos-naiv unterhält.“